# Vestea
Vestea è una frazione del comune di Civitella Casanova, in provincia di Pescara. La piccola frazione, un tempo densamente popolata, attualmente conta circa 60 abitanti.

## Caratteristiche
È situata in posizione elevata (595 m s.l.m.) e panoramica su un crinale sottile, tra le valli dei torrenti Schiavone e Mirabello, alle pendici del Monte Bertona. Nel centro del piccolo borgo sorge la chiesa parrocchiale di San Michele Arcangelo. La piazza principale di Vestea, restaurata di recente, ha una forma grosso modo circolare ed è chiamata "La Torre", molto probabilmente in quanto il limite della piazza è costituito dalle fondamenta di un torrione di difesa come se ne incontrano tanti nei paesi appenninici.
Il violento terremoto dell'Aquila del 2009 ha arrecato danni al piccolo borgo con il crollo di una abitazione e vari danni di minore entità senza che vi siano state vittime.

## Madonna delle Grazie di Vestea
La piccola chiesa frazionale, ove si tiene la festa patronale nella terza domenica di settembre, si trova lungo la vecchia strada che da Vestea conduce verso Penne. Sulle origini della chiesa non si sa molto. Una formella rettangolare in terracotta, posta all'ingresso dell'edificio, presso il fonte battesimale, riporta la data 1779. La costruzione sarebbe stata voluta da tale Girolamo D'Angiolo come ex voto per grazia ricevuta. L'aspetto della chiesa è stato modificato notevolmente nel corso dei necessari restauri strutturali del 2002. Interessante l'affresco absidale che raffigura la decapitazione di Oloferne da parte di Giuditta.
La ricercatrice locale Sonia Nobilio riporta sul giornale periodico Civitella&dintorni, edito dall'associazione culturale civitellese Parallelo Vestino, una interessante osservazione sulla chiesa di Madonna delle Grazie: 
rintracciarne gli antichi abitati di Vestea, difatti la strada saliva per il colle a motivo dell'unico borgo esistente, denominato Scarpini in seguito, e dell’antico abitato di Colle Quinzio divenuto Vestigium nel Medioevo.»

## Eventi
Nel paese si tengono la Festa della Madonna dell'Assunta dal 14 al 16 agosto e il Festival del teatro dialettale abruzzese nella seconda metà di agosto. Le compagnie si esibiscono nella piazzetta della "Torre".

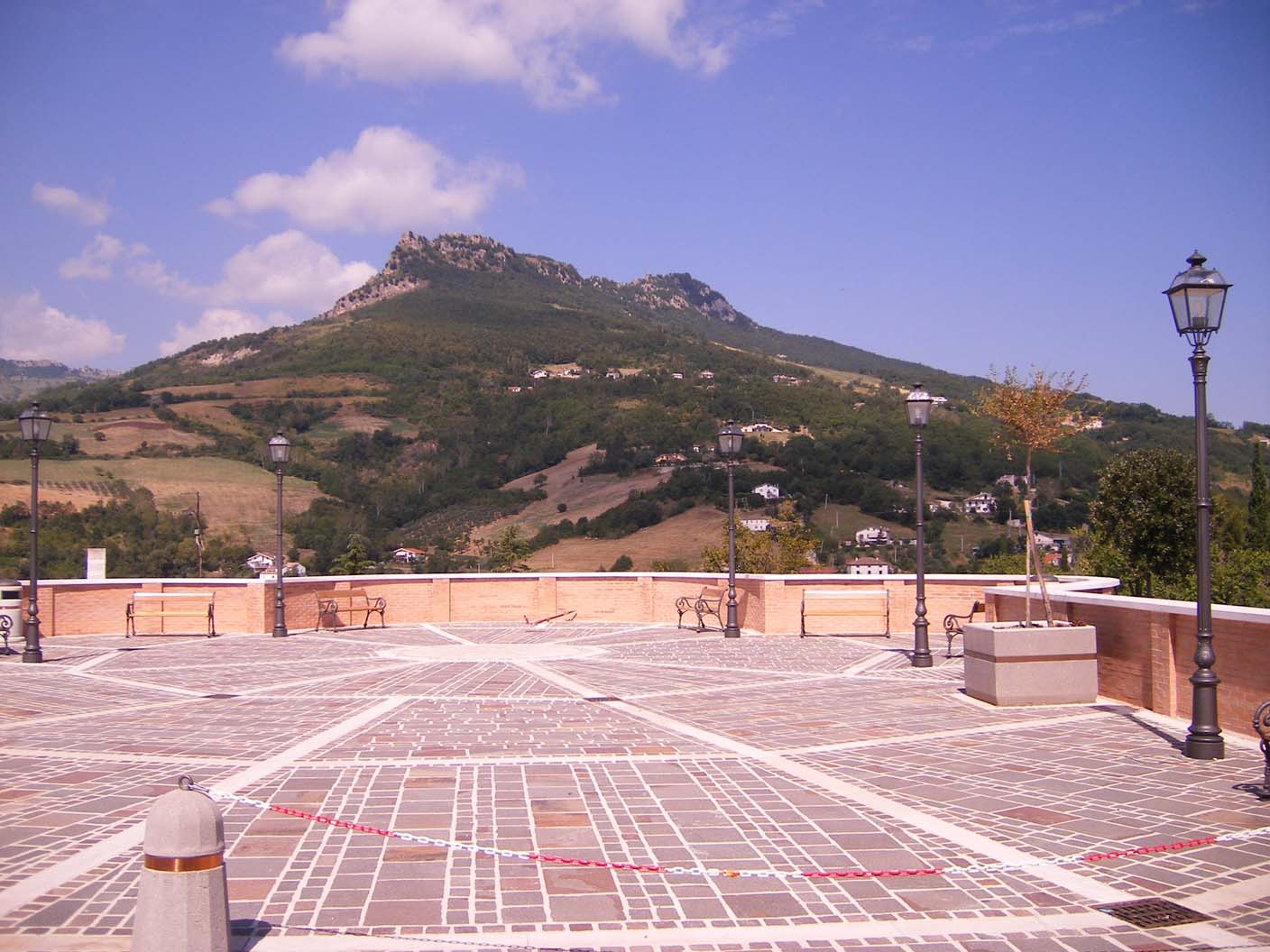
Il monte Bertona visto dalla piazza di Vestea.
Immagine della metà del secolo scorso ripresa grosso modo dalla stessa angolazione della precedente.
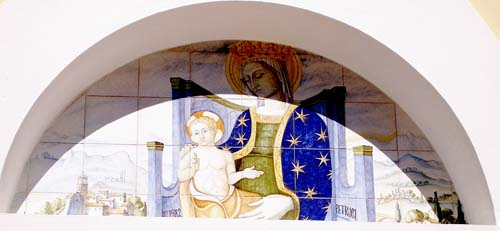
La bella lunetta in ceramica (1982) che impreziosisce la porta di ingresso della piccola chiesa del cimitero di Vestea. Opera di Mario Petrucci (detto Pochì)
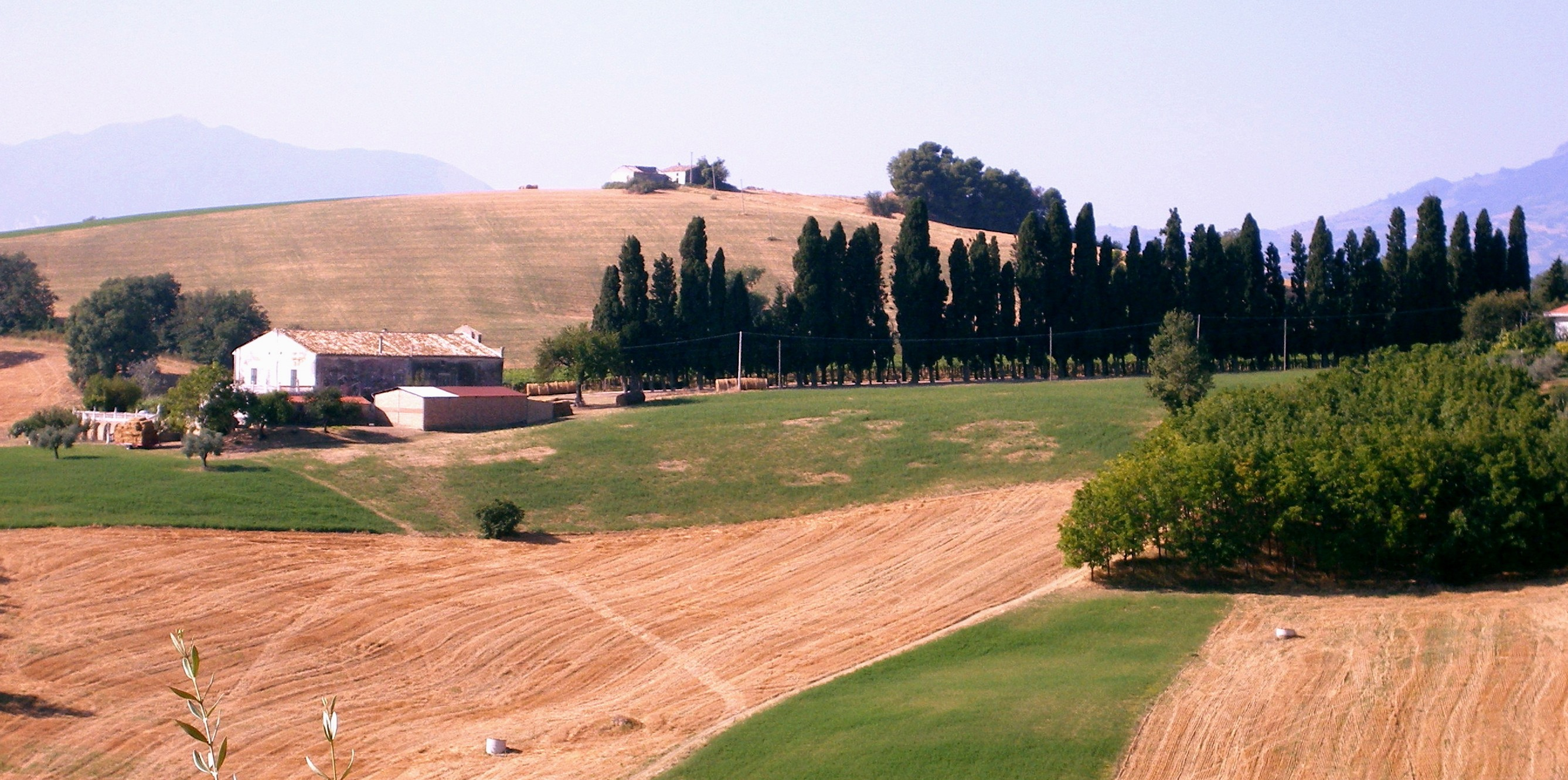
Villa Granchelli, posta ad un km da Vestea sulla strada che porta a Civitella Casanova, dotata di viale di accesso con cipressi secolari.